# Juliet Clutton-Brock
Juliet Clutton-Brock, FSA, FZS (6 de septiembre de 1933 - 21 de septiembre de 2015) fue una zooarqueóloga y conservadora inglesa, especializada en mamíferos domesticados. De 1969 a 1993, trabajó en el Museo de Historia Natural. Entre 1999 y 2006, fue directora editorial de la revista Journal of Zoology.

## Infancia
Clutton-Brock nació el 6 de septiembre de 1933 en Londres. Era hija de Alan Clutton-Brock (1904-1976), crítico de arte de The Times y de Cátedra Slade de Bellas Artes en Cambridge, y su primera esposa, Sheelah Mabel Stoney Archer. En 1936, ella y su hermano fueron enviados a Rodesia del Sur (ahora Zimbabue) para vivir con una tía después de la muerte de su madre en un accidente automovilístico. Allí, su hermano murió de poliomielitis. Juliet disfrutaba de la vida salvaje en el jardín de su tía, pero estaba aterrorizada por las serpientes. Habiendo regresado a Inglaterra después del final de la guerra en 1945, fue educada en la Escuela Runton Hill, un internado privado para niñas en Norfolk que Caroline Grigson describió como "Gélido". Allí desarrolló un interés por la paleontología y estudió los fósiles en los acantilados cercanos.
En 1953, hizo un curso sobre Técnicas Arqueológicas en el Instituto de Arqueología, es un Instituto independiente y parte de la Universidad de Londres. El profesor Frederick Zeuner, profesor de Arqueología Ambiental en el Instituto de Arqueología y uno de los fundadores de zooarqueología, le recomendó que estudiara un grado en zoología antes de emprender estudios posteriores en zooarqueología. Por lo tanto, estudió zoología en el Chelsea College of Science and Technology y se graduó con una licenciatura de matrícula de honor(BSc). Regresó al Instituto de Arqueología para realizar estudios de posgrado en zooarqueología con Zeuner. Completó su título de Doctor en Filosofía (PhD) en 1962 con una tesis sobre "faunas de mamíferos de sitios en India y Asia occidental". También asistió a conferencias de Gordon Childe, Kathleen Kenyon y Max Mallowan, que le dieron una sólida formación en la arqueología de Europa Central y Oriente Medio. Su padre había heredado Chastleton House en los Cotswolds (construido en 1603) en 1955, y Clutton-Brock pasaría sus vacaciones allí.

## Carrera
Clutton-Brock obtuvo empleo a tiempo parcial en el Museo de Historia Natural y trabajó como investigadora senior a tiempo completo en la Sección de Mamíferos en el Museo de Historia Natural de Londres desde 1969 hasta su jubilación en 1993, posteriormente mantuvo un puesto allí como investigadora asociada. Actuó como editora del Journal of Zoology desde 1994, y su editora ejecutiva entre 1999 y 2006. En 1976, Clutton-Brock se convirtió en miembro del comité ejecutivo del Consejo Internacional de Arqueozoología durante una reunión del UISPP en Niza, y en 1982 organizó una reunión del Consejo Internacional de Arqueozoología en el Instituto de Arqueología de Londres junto con Caroline Grigson
Publicó más de 90 informes científicos, documentos, libros y artículos populares sobre zooarqueología y la historia de los mamíferos domesticados. Sus libros más populares incluyen A Natural History of Domesticated Mammals (Cambridge University Press) y los volúmenes Cat, Dog y Horse de la serie Eyewitness Books (DK Publishing). Otros trabajos incluyen Horse Power: A History of the Horse and the Donkey in Human Societies (Harvard University Press) y Cats: Ancient and Modern (también Harvard University Press). Su "Historia natural de los mamíferos domesticados" se convirtió en el libro de referencia para la mayoría de los cursos de arqueología zoológica en el Reino Unido y en el extranjero.

## Vida personal
Clutton-Brock se casó con Peter Jewell (1925-1998), también biólogo e interesado en la arqueología del zoológico, en 1958. Juntos, tuvieron tres hijas; Sarah, Rebecca y Topsy. En 1966, cuando Jewell se convirtió en profesor de ciencias biológicas en la Universidad de Nigeria, la familia se mudó a Nsukka. Tuvieron que huir a través del Níger en 1967 durante la guerra de Biafran. Jewell murió en 1998.

## Reconocimientos
Clutton-Brock fue elegido miembro de la Sociedad de Anticuarios de Londres (FSA) el 3 de mayo de 1979. También fue elegida miembro de la Sociedad Zoológica de Londres (FZS). Anneke Clason, Sebastian Payne y Hans-Peter Uerpmann publicaron un festschrift en su honor en 1993, titulado Skeletons in Her Cupboard.

## Publicaciones realizadas
- Clutton-Brock, Juliet (1965). Excavations at Langhnaj, 1944-63: Part 2: The fauna. Poona: Deccan College Postgraduate and Research Institute.
- Brothwell, D. R.; Thomas, K. D.; Clutton-Brock, eds. (1978). Research problems in zooarchaeology. London: Institute of Archaeology. ISBN 978-0905853079.  Brothwell, D. R.; Thomas, K. D.; Clutton-Brock, eds. (1978). Research problems in zooarchaeology. London: Institute of Archaeology. ISBN 978-0905853079.  Brothwell, D. R.; Thomas, K. D.; Clutton-Brock, eds. (1978). Research problems in zooarchaeology. London: Institute of Archaeology. ISBN 978-0905853079.
- Clutton-Brock, Juliet (1981). Domesticated animals from early times. Austin: University of Texas Press. ISBN 978-0292715325.  Clutton-Brock, Juliet (1981). Domesticated animals from early times. Austin: University of Texas Press. ISBN 978-0292715325.  Clutton-Brock, Juliet (1981). Domesticated animals from early times. Austin: University of Texas Press. ISBN 978-0292715325.
- Clutton-Brock, Juliet (1987). A natural history of domesticated mammals (1st edición). Cambridge: Cambridge University Press. ISBN 978-0521346979.  Clutton-Brock, Juliet (1987). A natural history of domesticated mammals (1st edición). Cambridge: Cambridge University Press. ISBN 978-0521346979.  Clutton-Brock, Juliet (1987). A natural history of domesticated mammals (1st edición). Cambridge: Cambridge University Press. ISBN 978-0521346979.
- Clutton-Brock, Juliet (1988). The British Museum book of cats: ancient and modern. London: British Museum Publications. ISBN 978-0714116648.  Clutton-Brock, Juliet (1988). The British Museum book of cats: ancient and modern. London: British Museum Publications. ISBN 978-0714116648.  Clutton-Brock, Juliet (1988). The British Museum book of cats: ancient and modern. London: British Museum Publications. ISBN 978-0714116648.
- Clutton-Brock, Juliet, ed. (1988). The Walking larder: patterns of domestication, pastoralism, and predation. London: Unwin Hyman. ISBN 978-0044450139.  Clutton-Brock, Juliet, ed. (1988). The Walking larder: patterns of domestication, pastoralism, and predation. London: Unwin Hyman. ISBN 978-0044450139.  Clutton-Brock, Juliet, ed. (1988). The Walking larder: patterns of domestication, pastoralism, and predation. London: Unwin Hyman. ISBN 978-0044450139.
- Hall, Stephen J.G.; Clutton-Brock, Juliet (1989). Two hundred years of British farm Livestock. London: British Museum. ISBN 978-0565010775.  Hall, Stephen J.G.; Clutton-Brock, Juliet (1989). Two hundred years of British farm Livestock. London: British Museum. ISBN 978-0565010775.  Hall, Stephen J.G.; Clutton-Brock, Juliet (1989). Two hundred years of British farm Livestock. London: British Museum. ISBN 978-0565010775.
- Clutton-Brock, Juliet (1992). Horse power: a history of the horse and the donkey in human societies. Cambridge, Massachusetts: Harvard University Press. ISBN 978-0674406469.  Clutton-Brock, Juliet (1992). Horse power: a history of the horse and the donkey in human societies. Cambridge, Massachusetts: Harvard University Press. ISBN 978-0674406469.  Clutton-Brock, Juliet (1992). Horse power: a history of the horse and the donkey in human societies. Cambridge, Massachusetts: Harvard University Press. ISBN 978-0674406469.
- Clutton-Brock, Juliet (1992). Horse. London: DK Publishing. ISBN 978-0863187902.  Clutton-Brock, Juliet (1992). Horse. London: DK Publishing. ISBN 978-0863187902.  Clutton-Brock, Juliet (1992). Horse. London: DK Publishing. ISBN 978-0863187902.
- Clutton-Brock, Juliet (1999). A natural history of domesticated mammals (2nd edición). Cambridge: Cambridge University Press. ISBN 978-0521632478.  Clutton-Brock, Juliet (1999). A natural history of domesticated mammals (2nd edición). Cambridge: Cambridge University Press. ISBN 978-0521632478.  Clutton-Brock, Juliet (1999). A natural history of domesticated mammals (2nd edición). Cambridge: Cambridge University Press. ISBN 978-0521632478.
- Clutton-Brock, Juliet (2004). Cat. New York: DK Publishing. ISBN 978-0756606626.  Clutton-Brock, Juliet (2004). Cat. New York: DK Publishing. ISBN 978-0756606626.  Clutton-Brock, Juliet (2004). Cat. New York: DK Publishing. ISBN 978-0756606626.
- Clutton-Brock, Juliet (2004). Dog. London: DK Publishing. ISBN 978-0756606787.  Clutton-Brock, Juliet (2004). Dog. London: DK Publishing. ISBN 978-0756606787.  Clutton-Brock, Juliet (2004). Dog. London: DK Publishing. ISBN 978-0756606787.
- Clutton-Brock, Juliet (2012). Animals as domesticates: a world view through history. East Lansing: Michigan State University Press. ISBN 978-1611860283.  Clutton-Brock, Juliet (2012). Animals as domesticates: a world view through history. East Lansing: Michigan State University Press. ISBN 978-1611860283.  Clutton-Brock, Juliet (2012). Animals as domesticates: a world view through history. East Lansing: Michigan State University Press. ISBN 978-1611860283.